# Alina Bereschna
Alina Wjatscheslawiwna Bereschna (ukrainisch Аліна В'ячеславівна Бережна; ehemals Alina Stadnyk-Machynja (ukrainisch Аліна Стадник-Махиня), gebürtig Alina Machynja (ukrainisch Аліна Махиня); * 3. Januar 1991 in Tschita, RSFSR) ist eine ukrainische Ringerin. Sie wurde 2013 Europameisterin und Weltmeisterin der Gewichtsklasse bis 67 kg Körpergewicht und gewann 2015 Gold bei den Europaspielen in der Klasse bis 69 kg. 2019 konnte sie in der 72-kg-Klasse erneut die Goldmedaille bei Europameisterschaften erringen.

## Werdegang
Alina Bereschna begann als Jugendliche im Jahre 2000 mit dem Ringen. Später heiratete sie Roma Stadnyk aus der ukrainischen Ringerfamilie Stadnyk/Stadnik, der auch noch Andrij, Wolodymyr, Alla, Mariya und Jana angehören. Seitdem nannte sie sich Stadnyk-Machynja. Nach dem Aus der Ehe in 2013 heiratete sie 2014 den Sportler Dmytro Bereschna. Ihr bisheriger Name wurde jedoch weiter in den Ringer-Datenbanken geführt. Erst seit 2019 wird sie bei internationalen Wettkämpfen unter dem Namen Alina Bereschna geführt. Sie hat studiert und gehört dem Sportclub Dinamo Donezk an, wo sie lange Zeit von Witali Ponomarjow trainiert wurde.
Gleich bei ihrem ersten Start bei einer internationalen Ringermeisterschaft belegte sie im Jahre 2008 bei der Junioren-Europameisterschaft (Altersgruppe Cadets) in der Gewichtsklasse bis 70 kg den 2. Platz. Bei der Junioren-Weltmeisterschaft 2007 in Istanbul in der Altersgruppe „Juniors“ musste sie sich allerdings in der Gewichtsklasse bis 67 kg mit dem 7. Platz begnügen. Ab 2009 gelangen ihr bis zum Jahr 2011 dann große Erfolge im Juniorenbereich. Sie wurde 2009 in Ankara Junioren-Weltmeisterin in der Gewichtsklasse bis 67 kg vor Julia Alborowa aus Russland. 2010 wurde sie erst in Samokow Junioren-Europameisterin vor Maria Selmaier aus Deutschland und dann in Budapest auch Junioren-Weltmeisterin, jeweils in der Gewichtsklasse bis 67 kg. In Budapest siegte sie vor Jenny Aardalen aus Norwegen. Ihren vierten Titel in Folge im Juniorenbereich gewann sie schließlich bei der Junioren-Europameisterschaft 2011 in Zrenjanin, wo sie, wieder in der Gewichtsklasse bis 67 kg vor Oksana Nagornich aus Russland gewann. Bei der Junioren-Weltmeisterschaft 2011 in Bukarest verpasste sie ihren fünften Titel knapp. Sie unterlag dort im Halbfinale gegen die US-Amerikanerin Adeline Gray und konnte sich deshalb über einen Sieg über Maria Selmaier „nur“ mehr eine Bronzemedaille sichern.
Im Jahre 2011 hatte Alina Bereschna auch einen erfolgreichen Einstand bei den internationalen Meisterschaften der Damen. Sie erreichte in diesem Jahr bei der Europameisterschaft in Dortmund mit Siegen über Aurora Fajardo Prieto, Spanien, und Yvonne Englich-Hees, Deutschland, das Finale, in dem sie allerdings gegen Nadeschda Semenzowa aus Aserbaidschan unterlag. Sie wurde damit Vize-Europameister. Einen guten 5. Platz erreichte sie dann bei der Weltmeisterschaft der Damen in Istanbul. Hier hatte sie jedoch Glück mit dem Reglement. Sie verlor dort ihren ersten Kampf gegen Bandsragtschiin Bajanmönch aus der Mongolei. Da diese aber das Finale erreichte, konnte sie in der Trostrunde weiterringen, in der sie aber auch gegen Yoshiko Inoue aus Japan verlor und danach ausschied. Sie hat also mit zwei verlorenen Kämpfen diesen 5. Platz bei einer Weltmeisterschaft erreicht – ohne Zweifel eine Schwäche des Reglements.
2012 versuchte Alina Bereschna sich in der Ukraine in der Gewichtsklasse bis 63 kg für das ukrainische Olympiateam zu qualifizieren. Das gelang ihr aber nicht. Sie startete 2012 dann noch bei der Weltmeisterschaft im kanadischen Strathcoona County, wo sie, wieder in der Gewichtsklasse bis 67 kg, mit Siegen über Laura Skujina, Lettland, und Irina Bogdanowa, Russland, sowie Niederlagen gegen Dorothy Yeats, Kanada, und Hong Yan, China, erneut auf den 5. Platz kam.
Im März 2013 wurde sie dann in Tiflis neue Europameisterin in der Gewichtsklasse bis 67 kg. Sie besiegte dabei Swetlana Babuschkina, Russland, Galina Lewtschenko, Belarus, Daria Osocka, Polen, und Ilana Kratysch, Israel.
Nach einer Bronzemedaille bei den Europameisterschaften 2014 im finnischen Vantaa folgte Bereschnas nächster Erfolg bei den Europaspielen 2015 in Baku. Bei diesen konnte sie in der Gewichtsklasse bis 69 kg Dschanan Manolowa, Bulgarien, Martina Kuenz, Österreich, Aline Focken, Deutschland, und Ilana Kratysch besiegen und holte sich die Goldmedaille.
2016 konnte Alina Bereschna eine weitere Bronzemedaille bei den Europameisterschaften in Riga gewinnen. Etwas später im selben Jahr gewann sie bei einem Qualifikationsturnier für die Olympischen Spiele und sicherte sich damit ihren Startplatz in der Gewichtsklasse bis 69 kg. Bei den Spielen in Rio de Janeiro verlor sie ihre Kämpfe gegen Sara Doshō und Buse Tosun aus der Türkei und landete auf Rang 11.
Nach einer zeitweisen Pause von internationalen Ringerwettkämpfen trat Bereschna 2019 wieder bei einigen Turnieren an. Darunter waren die Europameisterschaften in Bukarest, bei denen sie im 72-kg-Finale die Deutsche Anna Schell bezwang und Gold gewann sowie die Weltmeisterschaften in Nur-Sultan, wo sie in derselben Gewichtsklasse ebenfalls bis ins Finale kam, dort jedoch Natalja Worobjowa aus Russland unterlag und Zweite wurde.
Bei den Europameisterschaften 2020 in Rom startete Alina Bereschna erneut in der Gewichtsklasse bis 72 kg. Sie unterlag Natalja Worobjowa im Halbfinale, konnte im Kampf um Bronze aber gegen die Türkin Merve Pul gewinnen. Nach der EM wechselte sie zurück in die 68-kg-Gewichtsklasse. In dieser trat sie im Dezember 2020 beim Weltcup in Belgrad an und konnte dort Bronze gewinnen.
Auch 2021 nahm Bereschna an den Europameisterschaften teil. Im Viertelfinale scheiterte sie an der Russin Chanum Welijewa, konnte im Anschluss aber noch über die Hoffnungsrunde und einen Sieg über Nesrin Baş aus der Türkei eine Bronzemedaille gewinnen.

## Internationale Erfolge
| Jahr | Platz | Wettbewerb                         | Gewichtsklasse | Ergebnisse |
| ---- | ----- | ---------------------------------- | -------------- | --- |
| 2008 | 2.    | Junioren-EM (Cadets) in Daugavpils | bis 70 kg      | hinter Natalja Worobjewa, Russland, vor Vanessa Cynthia Vescan, Frankreich, und Julia Drawaschtschuk, Belarus                                                                                        |
| 2008 | 7.    | Junioren-WM in Istanbul            | bis 67 kg      | Siegerin: Adeline Gray, USA, vor Otschirbatyn Nasanburmaa, Mongolei, Chiaki Ijima, Japan, und Natalja Lauschkina, Russland                                                                           |
| 2009 | 1.    | Junioren-WM in Ankara              | bis 67 kg      | vor Julia Alborowa, Russland, Navjot Kaur, Indien, und Sandra Makela, Schweden |
| 2010 | 1.    | Junioren-EM in Samokow             | bis 67 kg      | vor Maria Selmaier, Deutschland, Timea Siroki, Ungarn, und Inna Traschukowa, Russland |
| 2010 | 1.    | Junioren-WM in Budapest            | bis 67 kg      | vor Jenny Aardalen, Norwegen, Sodnomyn Pürewchüü, Mongolei, und Chiaki Ijima |
| 2011 | 1.    | „Alexander-Medwed“-Preis in Minsk  | bis 67 kg      | vor Anasatasija Schawlinskaja, Russland, Galina Lewtschenko, Belarus, und Oksana Nagornich, Russland                                                                                                 |
| 2011 | 2.    | EM in Dortmund                     | bis 67 kg      | nach Siegen über Aurora Fajardo Prieto, Spanien, und Yvonne Englich-Hees, Deutschland, und einer Niederlage gegen Nadeschda Semenowa, Aserbaidschan                                                  |
| 2011 | 1.    | Junioren-EM in Zrenjanin           | bis 67 kg      | vor Oksana Nagornich, Galina Lewtschenko und Maria Selmaier |
| 2011 | 10.   | Golden-Grand-Prix in Baku          | bis 63 kg      | nach einer Niederlage gegen Marianna Sastin, Ungarn |
| 2011 | 2.    | Intern. Turnier in Kiew            | bis 63 kg      | hinter Laura Skujina, Lettland, vor Oxana Schalikowa, Ukraine, und Justine Bouchard, Kanada |
| 2011 | 3.    | Junioren-WM in Bukarest            | bis 67 kg      | nach Siegen über Maria Ljulkowa, Russland, und Daria Osocka, Polen, einer Niederlage gegen Adeline Gray und einem Sieg über Maria Selmaier                                                           |
| 2011 | 5.    | WM in Istanbul                     | bis 67 kg      | nach Niederlagen gegen Bandsragtschiin Bajanmönch, Mongolei, und Yoshiko Inoue, Japan |
| 2012 | 17.   | Intern. Turnier in Kiew            | bis 63 kg      | Siegerin: Ljubow Michailowna Wolossowa, Russland, vor Julia Ostaptschuk, Ukraine |
| 2012 | 3.    | Welt-Cup in Tokio                  | bis 67 kg      | hinter Xu Haiyan, China, und Gosal Sutowa, Aserbaidschan |
| 2012 | 5.    | WM in Strathcoona County           | bis 67 kg      | nach Siegen über Laura Skijna und Irina Bogdanowa, Russland, und Niederlagen gegen Dorothy Yeats, Kanada, und Hong Yan, China                                                                        |
| 2013 | 1.    | EM in Tiflis                       | bis 67 kg      | nach Siegen über Swetlana Babuschkina, Russland, Galina Lewtschenko, Daria Osocka und Ilana Kratysch, Israel                                                                                         |
| 2013 | 3.    | Universiade in Kasan               | bis 68 kg      | hinter Sara Doshō, Japan, und Otschirbatyn Nasanburmaa, Mongolei |
| 2013 | 1.    | WM in Budapest                     | bis 67 kg      | nach Siegen über Laura Skujiņa, Lettland, Aline Focken, Deutschland, Sara Doshō und Stacie Anaka, Kanada                                                                                             |
| 2014 | 3.    | EM in Vantaa                       | bis 69 kg      | hinter Natalja Worobjowa, Russland, und Ilana Kratysch |
| 2014 | 7.    | WM in Taschkent                    | bis 69 kg      | nach einem Siegen über María Acosta, Venezuela, einer Niederlage gegen Sara Doshō sowie einem Hoffnungsrunden-Sieg über Adina Popescu, Rumänien, und einer Niederlage gegen Jenny Fransson, Schweden |
| 2015 | 1.    | Europaspiele in Baku               | bis 69 kg      | nach Siegen über Dschanan Manolowa, Bulgarien, Martina Kuenz, Österreich, Aline Focken und Ilana Kratysch                                                                                            |
| 2015 | 14.   | WM in Paradise                     | bis 69 kg      | nach einem Sieg über Navjot Kaur, Indien, und einer Niederlage gegen Sara Doshō, Japan |
| 2016 | 3.    | EM in Riga                         | bis 69 kg      | hinter Maryja Mamaschuk, Belarus, und Ilana Kratysch |
| 2016 | 11.   | OS in Rio de Janeiro               | bis 69 kg      | Niederlagen gegen Sara Doshō und Buse Tosun, Türkei |
| 2019 | 1.    | EM in Bukarest                     | bis 72 kg      | nach Siegen über Tatjana Kolesnikowa, Russland, Alexandra Anghel, Rumänien, und Anna Schell, Deutschland                                                                                             |
| 2019 | 2.    | WM in Nur-Sultan                   | bis 72 kg      | nach einem Sieg über Victoria Francis, USA, und Pa Liha, China, sowie einer Finalniederlage gegen Natalja Worobjowa, Russland                                                                        |
| 2020 | 3.    | EM in Rom                          | bis 72 kg      | hinter Natalja Worobjowa und Maria Selmaier, Deutschland |
| 2020 | 3.    | Weltcup in Belgrad                 | bis 68 kg      | nach Sieg über Nesrin Baş, Türkei, Niederlage gegen Meerim Dschumanasarowa, Kirgisistan, und Sieg gegen Hanna Sadchanka, Belarus                                                                     |
| 2021 | 3.    | EM in Warschau                     | bis 68 kg      | hinter Koumba Larroque, Frankreich, und Chanum Welijewa, Russland |

Erläuterungen
- alle Wettkämpfe im freien stil
- WM = Weltmeisterschaft, EM = Europameisterschaft